# Harmony Korine

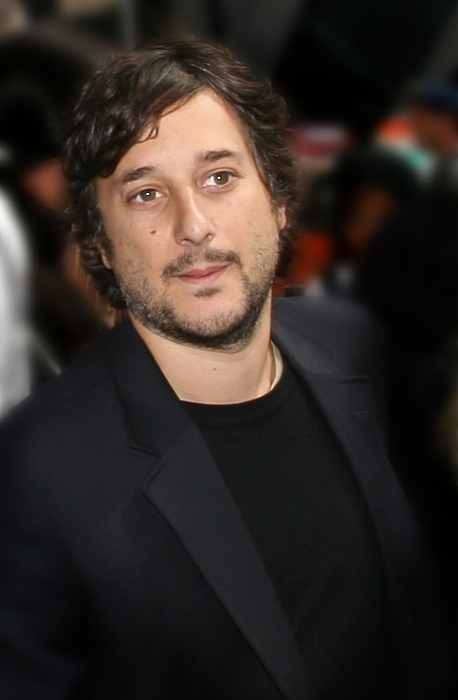
Harmony Korine.

Harmony Korine (4 de Janeiro de 1973) é um diretor, produtor, roteirista, e cineasta estadunidense.

## Biografia
Nascido em Bolinas, Califórnia. Conhecido por seus filmes com pouca ou sem nenhuma narrativa com elementos metafóricos e simbólicos.
Escreveu Kids (1995), aos 19 anos, longa dirigido por Larry Clark contendo várias histórias envolvendo, drogas, sexo e Aids na adolescência. O filme é estrelado por Chloe Sevigny, com quem teve um relacionamento por alguns anos.
Sua estreia na direção foi em Gummo (1997) (Vidas sem Destino). Rodado em Xenia, Ohio, uma cidade recém-devastada por um tornado. Fugindo completamente da narrativa clássica o filme mistura realidade com ficção ao mostrar diferentes pessoas em vários segmentos não necessariamente relacionados. Completando o elenco está também Chloe Sevigny.
Participou do canto do Cisne do movimento Dogma 95, com o pouco assistido "Julien Donkey boy" (1999), o Dogma #6, não lançado no Brasil. No elenco estão, além de Chloe, o cineasta Werner Herzog com quem conta com a amizade e admiração. Werner declarou em entrevista que acha que Harmony é a salvação do cinema americano.
Em Ken Park, Harmony volta a escrever o roteiro, deixando novamente a direção para Larry Clark. Trazendo de volta uma temática próxima de Kids.
Seu mais novo filme é Mister Lonely, filmado no Brasil, França, e Reino Unido. Conta com atuações de Samantha Morton, como Marilyn Monroe, Diego Luna, como Michael Jackson, e Werner Herzog. Segundo o próprio Korine o filme é diferente de tudo o que já realizou.
Em 2012, dirigiu o filme Spring Breakers, que acompanha quatro colegiais, que roubam um restaurante para financiar suas férias para Spring Breakers. O elenco conta com James Franco (Planeta dos Macacos: A Origem), Vanessa Hudgens (Sucker Punch), Selena Gomez (Getaway), Ashley Benson (Pretty Little Liars), eRachel Korine (Trash Humpers) 

## Outros trabalhos
- Dirigiu o clipe do Sonic Youth, Sunday, que tem a participação de Macaulay Culkin.
- Dirigiu o clipe Living Proof da banda Cat Power.
- Produziu um filme chamado "Aluminum Fowl" de "James Clauer.
- É co-autor da música "Harm of Will" do álbum Vespertine da cantora Björk.
- Parceria com o mágico David Blaine.
- Ajudou na composição da faixa "Florida Kilos" da cantora americana Lana Del Rey, para seu álbum Ultraviolence.
- "Fight Harm" um video onde ele provoca as pessoas na rua até o ponto delas baterem nele, entre outros vídeos.